# Eleição legislativa da França em 1945
As eleições legislativas da França foram realizadas a 21 de Outubro de 1945 e, serviram para eleger os 522 deputados para a Assembleia Nacional.
Estas foram as primeiras eleições após o fim da Segunda Guerra Mundial e, também, as primeiras eleições em que as mulheres puderam votar.
Os resultados das eleições deram a vitória ao Partido Comunista Francês, que conquistou, cerca de, 26% dos votos e 148 deputados. Também de realçar que os partidos do Governo Provisório formado em 1944 (PCF, SFIO e MRP), obtiveram, cerca de, 75% dos votos.
Após estas eleições, o tripartido do Governo Provisório entre comunistas, socialistas e democratas-cristãos continuou a liderar o governo, embarcando num programa de nacionalizações de diversas empresas, a criação de um Estado Social e, por fim, a aprovação de uma nova Constituição em 1946. Apesar destes progressos, de notar que De Gaulle, líder do governo provisório, demitiu-se em 1946, em desacordo com o modelo parlamentar defendido pelo tripartido para a França.

## Resultados oficiais
| Partido                 | Partido                                   | Votos      | %               | Deputados |
| ----------------------- | ----------------------------------------- | ---------- | --------------- | --------- |
|                         | Partido Comunista Francês                 | 5 024 174  | 26,23 / 100,00  | 159 / 586 |
|                         | Movimento Republicano Popular             | 4 580 222  | 23,91 / 100,00  | 151 / 586 |
|                         | Secção Francesa da Internacional Operária | 4 491 152  | 23,45 / 100,00  | 146 / 586 |
|                         | Partido Republicano da Liberdade          | 3 001 063  | 15,67 / 100,00  | 64 / 586  |
|                         | Partido Radical + Aliados                 | 2 018 665  | 10,54 / 100,00  | 60 / 586  |
|                         | Outros                                    | 37 440     | 0,19 / 100,00   | 6 / 586   |
| Votos Inválidos         | Votos Inválidos                           | 504 887    | 2,57 / 100,00   |           |
| Total                   | Total                                     | 19 657 603 | 100,00 / 100,00 | 522 / 522 |
| Eleitorado/Participação | Eleitorado/Participação                   | 26 622 862 | 79,83 / 100,00  |           |
| Fonte                   | Fonte                                     | [ 2 ]      | [ 2 ]           | [ 2 ]     |